# DN13
De DN13 (Drum Național 13 of Nationale weg 13) is een weg in Roemenië. Hij loopt van Brașov via Rupea, Sighișoara en Bălăușeri naar Târgu Mureș. De weg is 169 kilometer lang.

## Europese wegen
De volgende Europese weg loopt met de DN13 mee:
- Brașov - Târgu Mureș (gehele traject)

## Foto's

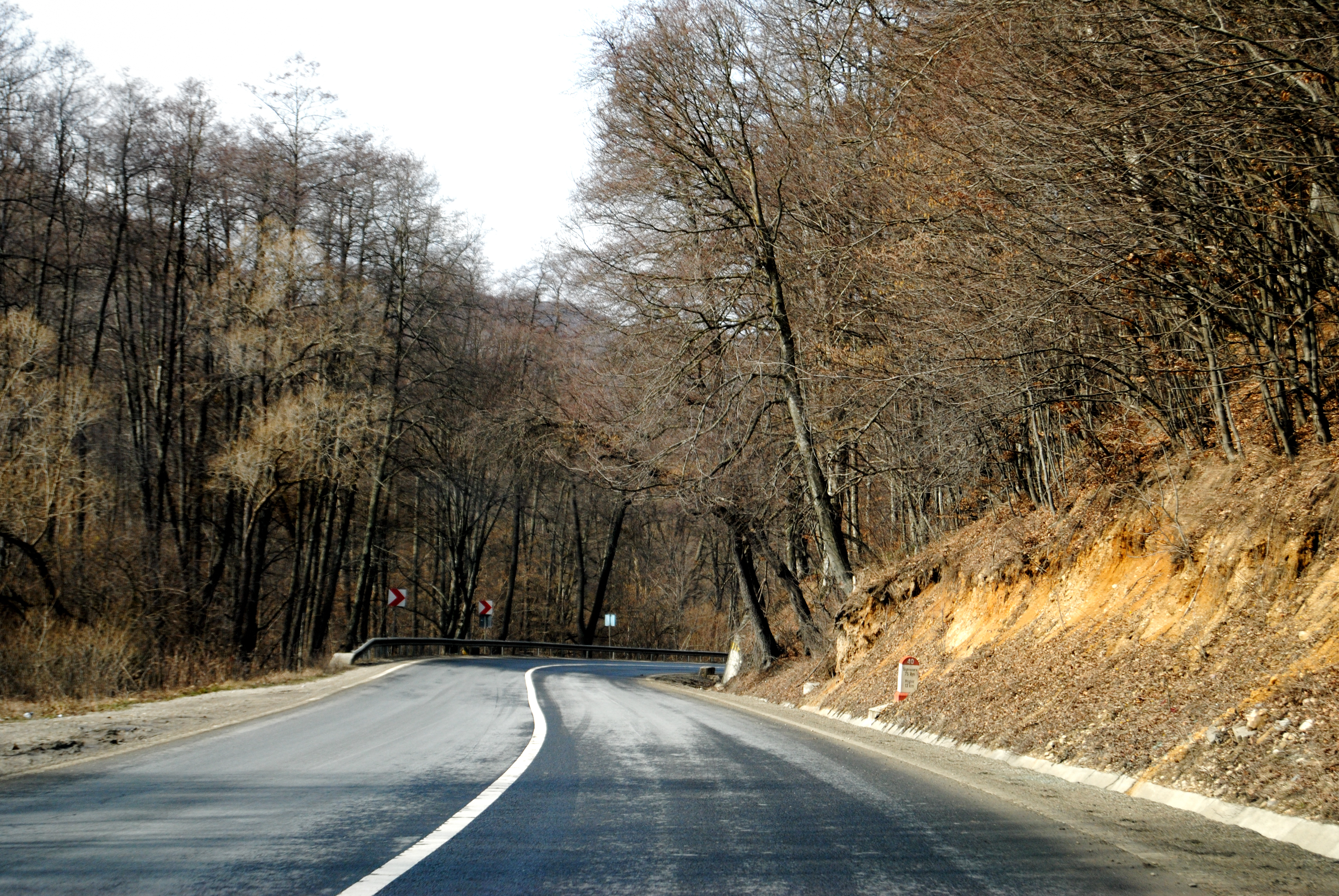
De DN13 op km 40